# Dopady evropské migrační krize v Dánsku
Dánsko patří v evropské migrační krizi k zemím, která migranty přijímá, ale výrazně méně než například sousední Švédsko, Německo či Norsko. Od okamžiku vypuknutí uprchlické krize kolem roku 2015 přijalo zákony, které mají za cíl odradit ekonomické migranty. V roce 2016 jich ze země odešlo přes 500, což bylo víc než počet příchozích. Ministryně pro integraci Inger Støjbergová na konci roku 2016 přiznala, že „integrace v Dánsku selhala". Reagovala tak na zprávy o kriminalitě a nezaměstnanosti v jednatřiceti ghettech, kde stále více dominují migranti.